# Lud (Bijbel)
Lud (לוּד) was volgens de volkenlijst in Genesis 10:22 een van de vijf zoons van Sem.
In de 1e eeuw schreef Flavius Josephus over een legendarisch, apocrief verhaal waarin wordt beweerd dat de zonen van Sem de stamvaders waren van verschillende volken, Arpachsad van verschillende volken in Anatolië. Ook zouden andere nakomelingen van Lud rond de Perzische golf, de hoogvlakte van Iran en nog verder oostwaarts zijn terechtgekomen, in de Levant.